# Мессьє 105
Мессьє 105 (, М105, інші позначення — NGC 3379, UGC 5902,  MCG 2-28-11,  ZWG 66.18, PGC 32256) — галактика у сузір'ї Лев.
Була класифікована Габблом як зразок галактики E0.
Цей об'єкт входить у число перерахованих в оригінальній редакції нового загального каталогу.

## Історія відкриття
Об'єкт M105 — один з 7 об'єктів каталогу Мессьє, не включених у друге (останнє) видання 1784 року. Вважається, що галактика відкрита П'єром Мешеном 24 березня 1781 в точці з координатами 10h 36m 15s; 76 ° 16'02 «, про що він написав у своєму листі Бернуллі, датованому 6 травня 1783. В каталог Мессьє об'єкт був включений в 1947 році Хелен Сойєр-Хогг, яка виявила лист Мешана в Берлінському астрономічному щорічнику за 1876 рік.
При спробі зіставити координати з уже відомими об'єктами, M105 був ототожнений з галактикою NGC 3379, відкритої 11 березня 1784 Вільямом Гершелем, який надав їй найменування H I.17.

## Чорна діра в центрі галактики
Попри те, що первісна форма галактики вважалася близькою до сферичної (клас E1), вимірювання червоного зсуву зірок за даними космічного телескопа Габбл, а також наземних обсерваторій дозволяє зробити висновок про досить швидке обертання і сильне стиснення галактики (клас E5-E6). Відсутність видимого стиснення на фотознімках говорить великий нахил (70-90 °) площини галактики до променя зору. У роботі
побудована комп'ютерна модель тривимірного руху зірок у M105. Картина розподілу червоного зсуву і світності зірок у галактиці найбільш відповідає класу E5 при нахилі 90 ° або класу, якщо E6 нахилі 71 °. Надзвичайно високі швидкості обертання зірок у центральній частині галактики діаметром 0.3» говорить про наявність у центрі галактики масивного об'єкта орієнтовною масою 50-200 млн мас сонця.
У роботі маса центральної чорної діри оцінюється в 40-100 млн мас сонця, а найбільш ймовірний клас галактики — E6 при куті нахилу 63 °.
Складніша модель, враховує поряд з динамікою зірок рух міжзоряного газу, який дає для маси чорної діри оцінки 40-400 млн мас сонця.

## Навігатори
| ◄ NGC 3376 \| NGC 3377 \| NGC 3377A \| NGC 3378 \| NGC 3379 \| NGC 3380 \| NGC 3381 \| NGC 3382 \| NGC 3383 ► |

Координати:  10г 47м 49.6с, +12° 34′ 54″